# Aeroportul Blimbingsari
Aeroportul Blimbingsari (IATA: BWX, ICAO: WADY) este un aeroport din Banyuwangi⁠(d), Provincia Java de Est, Indonezia ce deservește zona Banyuwangi⁠(d).
Situat la o altitudine de 27 m, aeroportul dispune de o singură pistă. Este operat de Angkasa Pura⁠(d).